# Tom Evenson
Thomas Hardy Evenson, detto Tom (Manchester, 9 gennaio 1910 – Manchester, 28 novembre 1997), è stato un mezzofondista e siepista britannico.

## Biografia
Prese parte alle prime due edizioni dei Giochi dell'Impero Britannico, andando conquistare la medaglia di bronzo nelle 6 miglia nel 1930 e quella d'argento nelle 2 miglia siepi nel 1934.
Nel 1932 partecipò ai Giochi olimpici di Los Angeles dove fu medaglia d'argento nei 3000 metri siepi. Anche a Berlino 1936 prese parte alla gara delle siepi, ma non passò le batterie di qualificazione.
Fu sette volte medaglia d'oro ai campionati internazionali di corsa campestre (manifestazione che, dal 1903 al 1972, ha preceduto i campionati del mondo di corsa campestre), cinque volte nella gara a squadre e due in quella individuale.

## Palmarès
| Anno | Manifestazione                | Sede           | Evento                | Risultato     | Prestazione | Note  |
| ---- | ----------------------------- | -------------- | --------------------- | ------------- | ----------- | ----- |
| 1930 | Internazionali di cross       | Leamington Spa | Individuale (15,3 km) | Oro           | 53'49"      |       |
| 1930 | Internazionali di cross       | Leamington Spa | A squadre             | Oro           | 30 p.       |       |
| 1930 | Giochi dell'Impero Britannico | Hamilton       | 6 miglia              | Bronzo        | n/d         |       |
| 1931 | Internazionali di cross       | Dublino        | Individuale (14,5 km) | Bronzo        | 49'16"      |       |
| 1931 | Internazionali di cross       | Dublino        | A squadre             | Oro           | 32 p.       |       |
| 1932 | Internazionali di cross       | Bruxelles      | Individuale (14,5 km) | Oro           | 50'51"      |       |
| 1932 | Internazionali di cross       | Bruxelles      | A squadre             | Oro           | 21 p.       |       |
| 1932 | Giochi olimpici               | Los Angeles    | 3000 metri siepi      | Argento       | 10'46"0     | [ 1 ] |
| 1933 | Internazionali di cross       | Caerleon       | Individuale (14,5 km) | 6º            | 54'34"      |       |
| 1933 | Internazionali di cross       | Caerleon       | A squadre             | Oro           | 32 p.       |       |
| 1934 | Internazionali di cross       | Ayr            | Individuale (14,5 km) | 10º           | 52'14"      |       |
| 1934 | Internazionali di cross       | Ayr            | A squadre             | Oro           | 34 p.       |       |
| 1934 | Giochi dell'Impero Britannico | Londra         | 2 miglia siepi        | Argento       | 10'25"8 s   |       |
| 1936 | Giochi olimpici               | Berlino        | 3000 metri siepi      | elim. qualif. | 9'41"2      |       |

## Campionati nazionali
- 1 volta campione inglese di corsa campestre (1933)
- 3 volte campione inglese dei 3000 metri siepi (1931, 1932, 1936)